# تصميم مواقع الويب

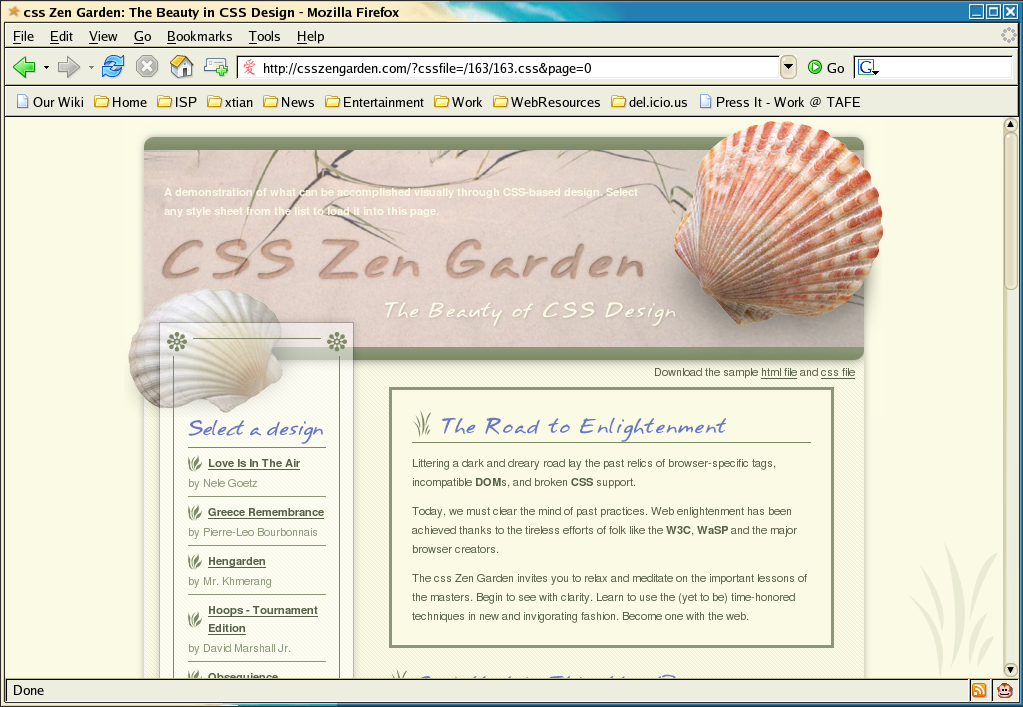

تصميم مواقع الويب هو عملية تخطيط وتنفيذ محتويات متعددة الوسائط عبر شبكة الإنترنت، بواسطة أنماط التقنيات كلغات التوصيف المناسبة للعرض على متصفحات الإنترنت أو بقية واجهات المستخدم المبنية في الإنترنت.

## الأساسيات التي يقوم عليها أي موقع إنترنت
يتكون أي موقع على الإنترنت من ثلاث عناصر أساسية (اسم الموقع وعنوانه - الخادم الذي توضع عليه ملفات الموقع - ملفات الموقع نفسه التي تعرض للمستخدم). تتطلب عملية تصميم أي موقع التعامل مع هذه العناصر الثلاث لأنها تكمل بعضها ليظهر الموقع على الإنترنت في النهاية.

## معنى تصميم الويب

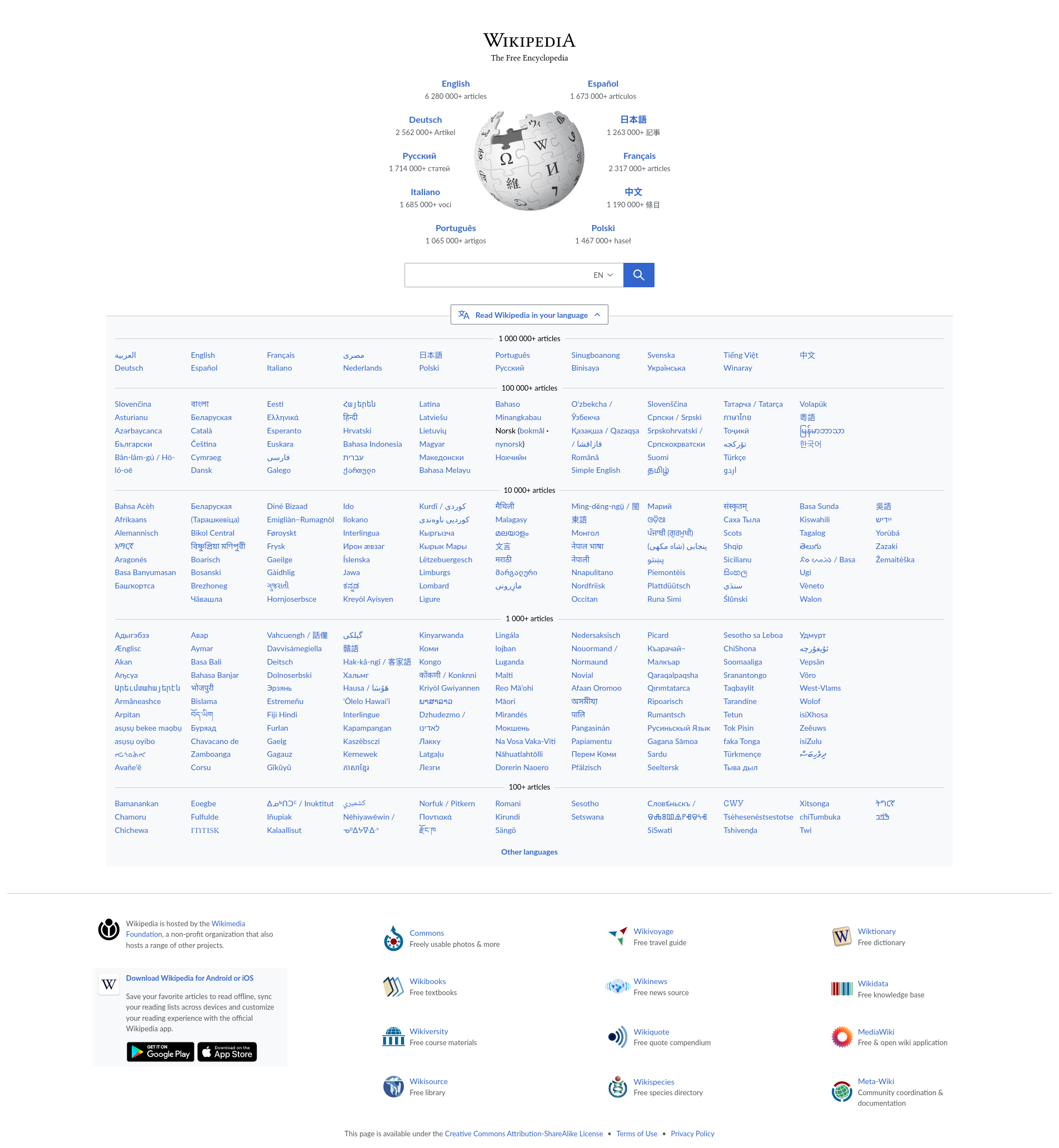
مثال للتصميم من موقع ويكيبيديا

المعنى من عملية تصميم الويب هو إنشاء موقع إنترنت (مجموعة من الملفات الموضوعة جنباً إلى جنب على خادم إنترنت أو أكثر) مما يسمح بعرض المحتوى (ويشمل هذا المحتويات والواجهات التفاعلية) للمستخدم النهائي على شكل صفحة إنترنت عند طلبها والتي تحتوي على عدة عناصر مثل النصوص والنماذج البريدية والصور النقطية وكل ذلك يتم ترتيبه بواسطة إحدى اللغات المستخدمة مثل HTML، XHTML, وXML, وصفحات الطرز المتراصة، وJAVASCRIPT

## أساسيات تصميم المواقع
من المهم أن يكون تصميم المواقع جيداً، فالمواقع التي بها محتوى جيد بتصميم ردئ أو لا ترتقي لمعايير المستخدم لن يكون لها نفع للمستخدم، أيضاً إذا كان الموقع ذو تصميم رائع لكن ليس بها محتوى جيد فهي عديمة القيمة، من المهم أن يجتمع العنصران – التصميم الجيد والمحتوى الجيد _لنجاح أي موقع على شبكة الانترنت كما يجب التاكد من حماية بيانات الموقع من جميع الهجومات السيبرانية المحتملة .

### التصميم والمحتوى
يجب ألا تتداخل خلفية التصميم مع المحتوى بأي شكل من الأشكال، المحتوى يجب أن يكون مقروءاً وواضحاً قدر الإمكان

### سهولة التصفح
- يجب أن يكون نظام التصفح سهل وواضح للمستخدم ولايحتاج منه جهد للوصول إلى الصفحة المراد الوصول اليها
- يجب أيضاً أن تكون وصلات التصفح واضحة في الصفحة وفي مكان بارز
- يجب أن يعلم المستخدم في أي صفحة هو من صفحات الموقع بتوضيح العنوان في مكان ظاهر أو بتغيير لون وصلة الصفحة المتواجد عليها

### التصميم المتجانس وسهولة التحميل
1. التصميم المتجانس

يجب أن تكون صفحات الموقع متجانسة، فيتعرف عليها المستخدم كصفحة من صفحات الموقع حتى لو كانت الصفحات الداخلية بها اختلافات كبيرة عن الصفحة الرئيسية فيجب ان يجمع صفحات الموقع ككل شكل اساسي يمكن ان يميزة المستخدم.
1. سهولة التحميل

يجب ان يمتاز تصميم الموقع بسهولة التحميل، فعادة متصفح الإنترنت ليس له الصبر الكافي لينتظر تحميل موقع ما فترة طويلة، وإذا وجده يأخذ وقت أكثر من المعتاد لينصرف عنه، فيجب العمل على جعل الموقع يفتح بصورة سريعة.

## أنواع مواقع الويب
بعد التطورات التي حصلت في مجال الإنترنت منذ اختراعها خرج نوعين من المواقع إلى الساحة. قسمت إلى نوعين:

### مواقع ذات المحتوى الثابت
هذا النوع ظهر أولاً. على يد السير تيم بيرنرز لي مخترع الإنترنت. حيث عمل على إنشاء لغة HTML ليبني بذلك أول موقع ثابت. والمقصود بالثابت أي أن المحتوى لا يتغير تبعا للزائر بل الوحيد الذي يغيره هو صاحب الموقع أو مدير الشبكة. يستخدم هذا النوع اللغات المعروفة مثال على ذلك
- HTML
- CSS
- XHTML

مثال: على المحتوى الفعلي لصفحة ويب:

```
<
html
>

  
<
head
>
 
   
<
title
>
صفحة إنترنت
</
title
>

 
</
head
>

 
<
body
>

   
<
p
>
هذا النص داخل الصفحة
</
p
>

 
</
body
>

</
html
>

```

والنتيجة منها أن تظهر جملة «هذا النص داخل الصفحة» داخل الصفحة بينما العنوان يكون «صفحة إنترنت».

### مواقع ذات المحتوى التفاعلي
مواقع المحتوى التفاعلي هي المواقع التي تمكن المستخدمين من إتمام عمليات محددة على الموقع مثل التسجيل أو نشر البوستات أو دفع الكتروني إلخ، وهذه المواقع غالبا تكون ذات طابع استثماري لمالكيها، ويكون لها قاعدة بيانات يتم فيها تخزين البيانات حيث يمكن للمستخدم التعامل على هذه البيانات المسجلة مسبقا في قاعدة البيانات وذلك من خلال عدة أوامر برمجية.

## الأنواع

### محتوى تفاعلي ينفذ في الخادم
هذا النوع ظهر نتيجة الحاجة إلى توسيع مهام الشبكة (الإنترنت). من مجرد كتابات مقروءة إلى تطبيقات ذكية تلبي حاجات المستخدم وتطوع قدراتها له حيث تمت التجربة الأولى بصنع موقع تفاعلي بلغة Perl. ثم تبعتها اختراع لغة PHP المخصصة للتنفيذ على خواديم الشبكة (الإنترنت ) وقد أضيف لهذا المجال لغات وتقنيات أشهرها:
- PHP
- Perl
- Python
- ASP
- JSP
- اندماج بارد

### محتوى تفاعلي ينفذ عندالمستخدم
وفي أثناء هذا التطور ظهر نوع آخر من المواقع التفاعلية ألا وهي المواقع ذات المحتوى الذي ينفذ عند المستخدم النهائي. ويتكون هذا النوع من عدة تقنيات تشمل:
- جافا سكريبت
- جي كويري
- في بي سكريبت
- ادوبي فلاش

منصات جاهزة لانشاء مواقع تفاعلية:
- وردبريس WordPress
- نوب كوميرس Nopcommerce
- ديجانجو Django

### الشكل النهائي للمواقع التفاعلية
حالياً لا تستطيع أن تفصل بين هذين النوعين من المواقع لاشتراك جميع هذه التقنيات معاً في تكوين موقع واحد ألا وهو موقع الإنترنت التفاعلي حيث ظهرت نتيجة هذا التزاوج تقنية AJAX.

## برامج تصميم المواقع
- أدوبي ميوز: في ويندوز وماك.
- سكرييم: في لينكس.
- كوانتا+: في لينكس وماك.
- أدوبي دريمويفر: في ويندوز وماك.
- مايكروسوفت فرونت بايج: في ويندوز (البرنامج تخلت عنه مايكروسوفت رسمياً).
- مايكروسوفت إيكسبريشن ستوديو: في ويندوز.

## المواقع المتجاوبة
منذ شهر أبريل 2015 أصبح من الضروري أن يكون تصميم أي موقع متجاوباً، أي يسهل تصفحه على الهواتف والأجهزة اللوحية ذات الشاشات الصغيرة. وقد حدث هذا بعد إن قام موقع جوجل بتحديث يخص آليات البحث الخاصة بها حول هذا الأمر. مما يعني أن أي مصمم مواقع يجب أن يأخذ بعين الاعتبار هذا الأمر عند تصميمه لموقع جديد.